# Helicopsyche limnella
Helicopsyche limnella là một loài Trichoptera trong họ Helicopsychidae. Chúng phân bố ở miền Tân bắc.